# کیپ دورست
کیپ دورست (به انگلیسی: Cape Dorset) یک منطقهٔ مسکونی در کانادا است که در نوناووت واقع شده‌است. کیپ دورست ۹٫۷۴ کیلومتر مربع مساحت و ۱٬۴۴۱ نفر جمعیت دارد و ۵۰ متر بالاتر از سطح دریا واقع شده‌است.